# Steve Gaynor
Steve Gaynor – amerykański biznesmen i konserwatywny polityk. Członek Partii Republikańskiej. W 2021 roku ogłosił, że będzie kandydował na gubernatora stanu Arizona.

## Biografia
Pochodzi z White Plains, w stanie Nowy Jork. Uczęszczał do Swarthmore College, szkoły sztuk wyzwolonych niedaleko Filadelfii. Ukończył studia w 1981 roku i uzyskał tytuł MBA na Harvard Business School.
W 1988 roku Gaynor kupił B&D Litho, małą drukarnię w Phoenix. Na początku 2000 roku kupił kolejną w Denver i założył jedną „od zera” w Los Angeles. Do 2007 roku firma rozrosła się do około 350 pracowników. W 2007 roku sprzedał zakłady w Denver i Phoenix spółce publicznej Ennis Inc. za 12,5 mln dolarów.
W 2018 roku nieznacznie przegrał w wyścigu na sekretarza stanu z demokratką Katie Hobbs.

## Życie prywatne
Mieszka w Paradise Valley ze swoją żoną Dorothy i mają troje dorosłych dzieci. 